# 辰巳芸者

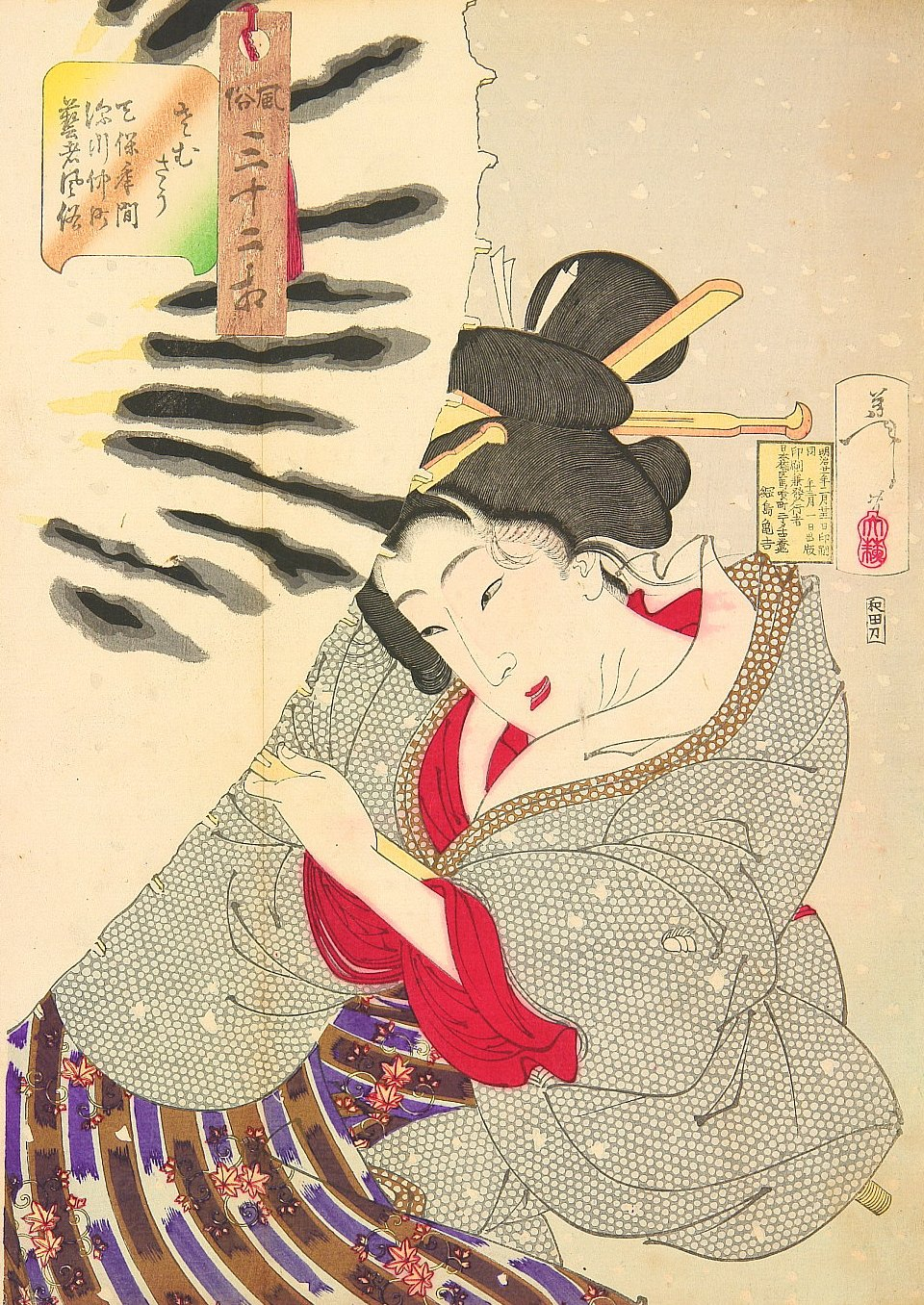
月岡芳年の「風俗三十二相　さむさう　天保年間深川仲町芸者風俗」明治21年

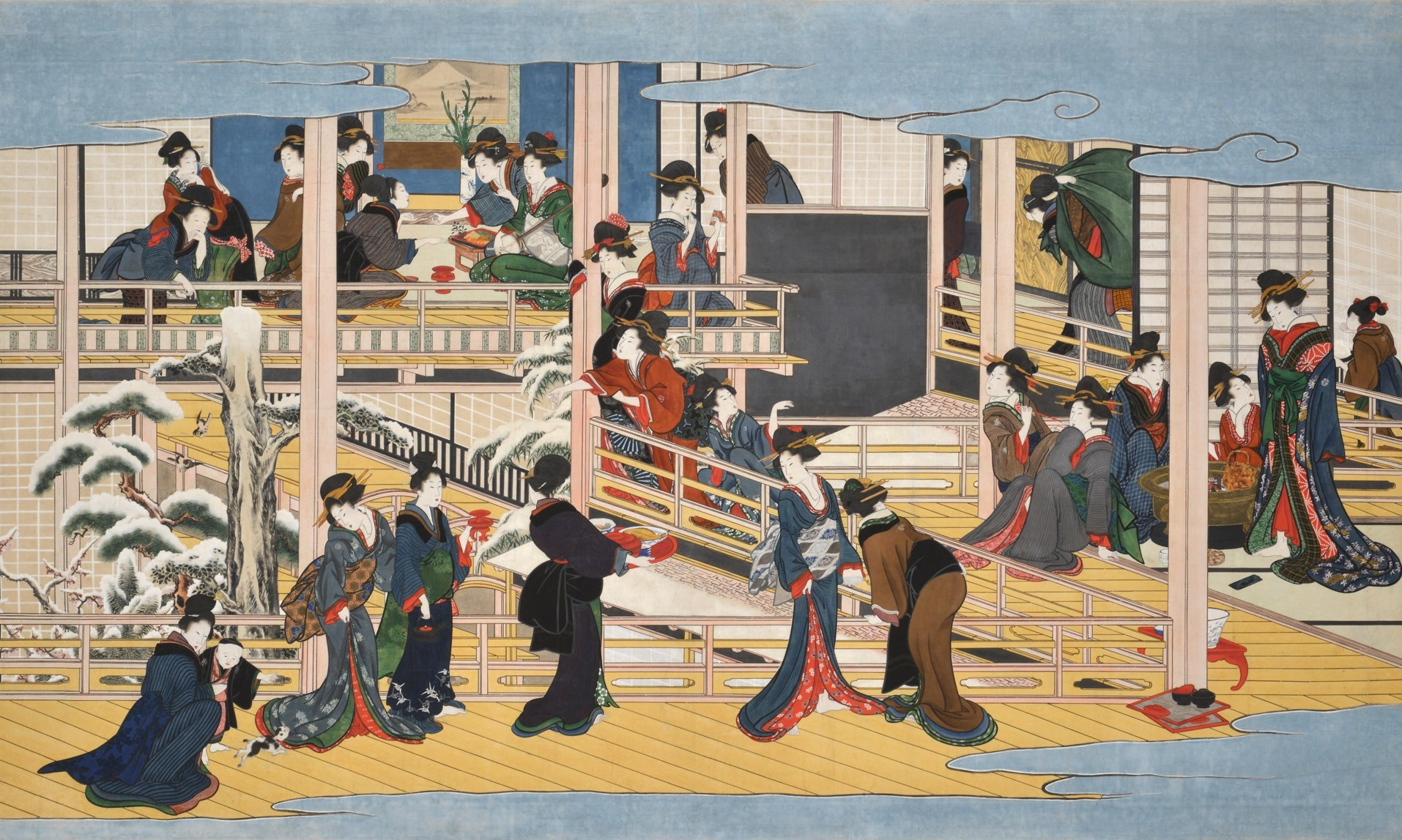
歌麿の「深川の雪」。18世紀末

辰巳芸者（たつみげいしゃ）とは、江戸時代を中心に、江戸の深川（後の東京都江東区）で活躍した芸者のこと。深川八幡宮・永代寺の門前町は岡場所であり、遊女（私娼）と並んで「意気」と「張り」を看板にした芸者が評判となった。
深川が江戸の辰巳（東南）の方角にあったため、当地の芸者は「辰巳芸者」と呼ばれた。深川は、諸商の問屋のある日本橋に入る隅田川の河口近くにあり、芸者の気風は、吉原やその他の芸者と違って勇みはだであったため、威勢のいい商人や職人に気に入られ、その風俗も男装スタイルで、名も女名前でなく、ぽん太や仇吉など男名を名乗っていた。羽織姿が特徴的なことから「羽織芸者」とも呼ばれた。九鬼周造の『「いき」の構造』が、いき・あだのイデアとして掲げたのはこの辰巳芸者である。舞妓・芸妓が京の「華」なら、辰巳芸者は江戸の「いき」の象徴とたたえられた。

## 「羽織芸者」の心意気
深川は明暦ごろ、主に材木の流通を扱う商業港として栄え、大きな花街を有していた。商人同士の会合や接待の場に欠かせないのは芸者（男女を問わず）の存在であったために自然発生的にほかの土地から出奔した芸者が深川に居を構えた。その始祖は日本橋の人気芸者の「菊弥」という女性で日本橋で、揉め事があって深川に居を移したという。しかし土地柄辰巳芸者のお得意客の多くは人情に厚い粋な職人達で彼らの好みが辰巳芸者の身なりや考え方に反映されている。
薄化粧で身なりは地味な鼠色系統、冬でも足袋を履かず素足のまま、当時男のものだった羽織を引っ掛け座敷に上がり、男っぽい喋り方。気風がよくて情に厚く、芸は売っても色は売らない心意気が自慢という辰巳芸者は粋の権化として江戸で非常に人気があったという。また芸名も「浮船」「葵」といった女性らしい名前ではなく、「音吉」「蔦吉」「豆奴」など男名前を名乗った。これは男芸者を偽装して深川遊里への幕府の捜査の目をごまかす狙いもある。現代でも東京の芸者衆には前述のような「奴名」を名乗る人が多い。
当時、芸者は体を売る遊女と大差なく、社会的地位もすこぶる低かった。そこに、芸は売っても体は売らず、羽織すらはおってみせる、誇り高く気風のいい「巽芸者」たちがあらわれて人気を博して、ひいては「芸者」というものの社会的地位の向上に大きな役割を果たしたと解釈することもできる。現在私たちが知っている「芸者」のイメージは、この「巽芸者」に始まるとする説がある。

## 天保の改革以後
天保の頃には261人の芸者（男芸者含む）、472人の遊女がおり、江戸最大の岡場所であった。天保の改革で岡場所は取り潰しとなり（1842年）、深川の芸妓も柳橋等へ住み替えとなった。その後、次第に復活し、全盛期ほどではないものの、1928年（昭和3年）時点では149人の芸者がおり、かつての「辰巳芸者」の気風を残す芸妓もいたという。

## 関連作品
江戸のいき（意気）を体現した辰巳芸者は、江戸を描写した作品にしばしば登場する。
名月八幡祭（めいげつはちまんまつり）　
歌舞伎狂言。初演大正7年（1919年）8月、歌舞伎座。池田大悟作。辰巳芸者美代吉が主役。
御家人斬九郎
時代小説。柴田錬三郎作。御家人の松平残九郎の馴染みとして、辰巳芸者おつたが登場。
テレビ時代劇。上記の映像化。平成7年（1995年） - 14年（2002年）。 斬九郎に渡辺謙、おつた改め蔦吉に若村麻由美を配し人気作となった。
大江戸神仙伝
SF小説。石川英輔作。文政5年にタイムスリップした現代人の主人公に惚れる江戸の女性として、辰巳芸者いな吉が登場。
そば屋幻庵
時代劇漫画。梶研吾原作、かどたひろし作画。寛政年間の江戸を舞台とする。主人公・牧野玄太郎を慕う辰巳芸者藤丸がヒロイン。